# Nadeem Aslam

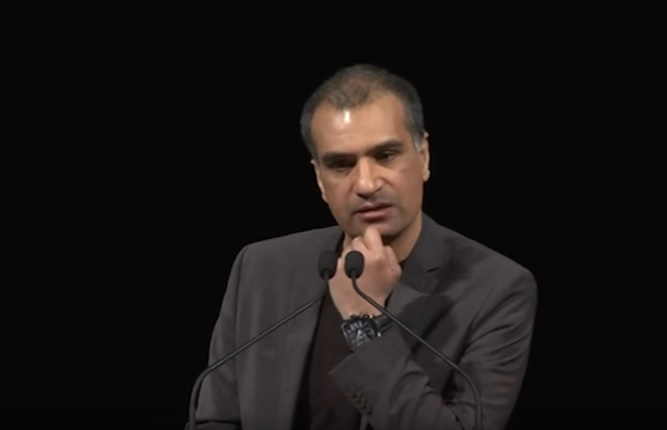
Nadeem Aslam

Nadeem Aslam (* 11. Juli 1966 in Gujranwala, Pakistan) ist ein pakistanisch-britischer Schriftsteller.

## Biografie
In Pakistan aufgewachsen, kam Nadeem Aslam mit vierzehn Jahren nach England. Sein Vater, Kommunist, Literat und Filmregisseur, musste aus politischen Gründen Pakistan verlassen, um einer Verhaftung zu entgehen. Die Familie ließ sich in Huddersfield, West Yorkshire nieder. Aslan studierte an der Manchester University Biochemie. Im dritten Studienjahr verließ er die Universität um Schriftsteller zu werden. Das Manuskript seines ersten Romans sandte er unverlangt ein. Es wurde sofort akzeptiert und 1993 unter dem Titel Season of the Rainbow veröffentlicht. Nadeem Aslan hat seitdem weitere Bücher veröffentlicht und zahlreiche Preise und Auszeichnungen gewonnen. Er lebt und arbeitet in London.

## Werk
Nadeem Aslam veröffentlichte seine erste Kurzgeschichte in Urdu in einer pakistanischen Zeitschrift. Mit seinem ersten Roman gewann er den Betty Trask Award und den The Autors Club First Novel Award. Für sein zweites Buch, Maps for Lost Lovers, benötigte Aslam über zehn Jahre um es fertigzustellen. Während dieser Zeit lebte er von Preisgeldern aus dem ersten Roman und verschiedenen anderen Zuwendungen. Es wurde 2004 veröffentlicht und mit dem Encore Award und dem Kiriyana Pacific Rim Book Prize ausgezeichnet. Das Buch handelt von den unterschiedlichen Kulturen, von Identitäts- und Religionskonflikten und von Ehrenmord, Rache und Gewalt. Sein nächster Roman The Wasted Vigil, erschienen 2008, beschreibt das heutige Afghanistan mit seiner Zerrissenheit zwischen Taliban und Westen. Auf Deutsch sind im Rowohlt Verlag Atlas für verschollene Liebende (Maps for Lost Lovers) und Das Haus der fünf Sinne (The Wasted Vigil) erschienen.

## Werke
- 1993 Season of the Rainbirds
- 2004 Maps for Lost Lovers
  - Atlas für verschollene Liebende, dt. von Rosetta Stein; Rowohlt, Reinbek bei Hamburg 2005, ISBN 3-498-00072-1.
- 2008 The Wasted Vigil
  - Das Haus der fünf Sinne, dt. von Bernhard Robben; Rowohlt, Reinbek bei Hamburg 2010, ISBN 978-3-498-00077-6.
- 2010 Leila in the Wilderness (Kurzgeschichte)
- 2013 The Blind Man's Garden
  - Der Garten des Blinden, dt. von Bernhard Robben; Deutsche Verlags-Anstalt, München 2014, ISBN 978-3-421-04588-1.
- 2017 The Golden Legend
  - Die goldene Legende, dt. von Bernhard Robben; Deutsche Verlags-Anstalt, München 2017, ISBN 978-3-421-04755-7.